# Сапфічна строфа
Сапфі́чна строфа́ — одна з античних строф, різновид різностопної строфи, запровадженої давньогрецькою поетесою Сапфо (7 ст. до н.е), пізніше вдосконаленої римським поетом Горацієм.
Складається з трьох одинадцятискладників /—U—Ü—UU—U—±/ та, у четвертому рядку з адонія /—UU—±/. І. Франко, перекладаючи пісні Сапфо, намагався бути не лише еквіритмічним, а й еквілінеарним:
Афродіто, безсмертна Зевесова доню,
Баламутко на ясному троні, тебе я благаю,
Не гніви мою душу, о пані велична,
Горем, журбою.
Сапфічна строфа в українській поезії зазнає посутньої версифікаційної інтерпретації при збереженні основних ліричних мотивів Сапфо («Сафо до Афродіти» М. Рильського, «Сапфо» Людмили Старицької-Черняхівської та інших).